# Ashley (Staffordshire)
Ashley – wieś w Anglii, w hrabstwie Staffordshire, w dystrykcie Newcastle-under-Lyme. Leży 21 km na północny zachód od miasta Stafford i 219 km na północny zachód od Londynu. W 2001 miejscowość liczyła 508 mieszkańców.